# Allahganj
Allahganj è una suddivisione dell'India, classificata come nagar panchayat, di 11.956 abitanti, situata nel distretto di Shahjahanpur, nello stato federato dell'Uttar Pradesh. In base al numero di abitanti la città rientra nella classe IV (da 10.000 a 19.999 persone).

## Geografia fisica
La città è situata a 27° 32' 46 N e 79° 41' 16 E e ha un'altitudine di 141 m s.l.m..

## Società

### Evoluzione demografica
Al censimento del 2001 la popolazione di Allahganj assommava a 11.956 persone, delle quali 6.391 maschi e 5.565 femmine. I bambini di età inferiore o uguale ai sei anni assommavano a 2.235, dei quali 1.202 maschi e 1.033 femmine. Infine, coloro che erano in grado di saper almeno leggere e scrivere erano 6.010, dei quali 3.802 maschi e 2.208 femmine.